# 1967年夏季ユニバーシアード
1967年夏季ユニバーシアードは1967年に日本の東京都で行われた。

## ハイライト
3年前に行われた1964年東京オリンピックの感動をそのままに行われた大会は、8月27日から9月4日まで開催。メイン会場の国立競技場をはじめ東京五輪の会場をそのまま使用された。

### 国名呼称問題
開催直前には、韓国と北朝鮮との間でアルファベットを使った略称をめぐり、双方が不参加をちらつかせながらの駆け引きが行われた。最終的には、韓国側が提示していたオリンピック方式 の略称が採用されたが、北朝鮮側がこれを不服としてボイコットし、同調したソビエト連邦、東ドイツといった共産圏の有力国も不参加を決めた。

## 各国・地域のメダル獲得数
| 順 | 国・地域         | 金 | 銀 | 銅 | 計 |
| -- | ---------------- | -- | -- | -- | -- |
| 1  | アメリカ合衆国   | 31 | 21 | 6  | 58 |
| 2  | 日本             | 19 | 18 | 24 | 61 |
| 3  | 西ドイツ         | 8  | 9  | 5  | 22 |
| 4  | イギリス         | 4  | 11 | 9  | 24 |
| 5  | フランス         | 4  | 5  | 14 | 23 |
| 6  | イタリア         | 4  | 5  | 8  | 17 |
| 7  | スウェーデン     | 2  | 1  | 2  | 5  |
| 8  | オーストラリア   | 2  | 0  | 4  | 6  |
| 9  | スイス           | 2  | 0  | 0  | 2  |
| 10 | 韓国             | 1  | 9  | 1  | 11 |
| 11 | オーストリア     | 1  | 1  | 3  | 5  |
| 11 | フィンランド     | 1  | 1  | 3  | 5  |
| 13 | オランダ         | 1  | 1  | 1  | 3  |
| 14 | コートジボワール | 1  | 0  | 0  | 1  |
| 14 | スペイン         | 1  | 0  | 0  | 1  |
| 14 | ユーゴスラビア   | 1  | 0  | 0  | 1  |
| 17 | カナダ           | 0  | 2  | 0  | 2  |
| 18 | メキシコ         | 0  | 1  | 0  | 1  |
| 19 | ブラジル         | 0  | 0  | 4  | 4  |
| 20 | ベルギー         | 0  | 0  | 1  | 1  |
| 20 | インドネシア     | 0  | 0  | 1  | 1  |
| 20 | ポルトガル       | 0  | 0  | 1  | 1  |

## 日本選手団の主な成績
- 体操
  - 男子団体 優勝
  - 男子個人総合 中山彰規 優勝
  - 女子団体 優勝
  - 女子個人総合 松久ミユキ 優勝
- テニス
  - 男子シングルス 渡辺功 優勝
- バレーボール
  - 男子 優勝
  - 女子 優勝
- 柔道
  - 軽量級 園田義男 優勝
  - 軽中量級 山崎裕次郎 優勝
  - 中量級 園田勇 優勝
  - 軽重量級 二宮和弘 優勝
  - 重量級 西村昌樹 優勝
  - 無差別級 篠巻正利 優勝
- 陸上
  - 走幅跳 阿部直紀 優勝
  - 5000m 澤木啓祐 優勝
  - 10000m 澤木啓祐 優勝